# Leite Schimidt
João Leite Schimidt (Aquidauana, 3 de junho de 1936) é um advogado, professor, pecuarista e político brasileiro que foi deputado federal pelo Mato Grosso do Sul.

## Biografia
Filho de José Leite Tomaz e Leonor Schimidt. Após residir no estado de São Paulo retornou em 1949 ao Mato Grosso do Sul e ingressou nas Forças Armadas em 1955 indo residir no Rio de Janeiro após algum tempo. Na cidade do Rio de Janeiro fez especialização na Escola Militar do Realengo e em 1964 tornou-se advogado ao graduar-se em Direito pela Universidade Federal do Rio de Janeiro.
De volta a Campo Grande no ano seguinte, fundou e dirigiu em Coxim a Escola Comercial Herculano Pena onde também lecionou ao tempo em que dedicava-se à advocacia e à pecuária fundando o Sindicato Rural de Coxim, onde presidiu (1970-1972) o diretório municipal da ARENA.
Eleito deputado estadual pelo Mato Grosso em 1974 e deputado federal pelo Mato Grosso do Sul em 1978 pela ARENA entrou no PP com a volta ao pluripartidarismo patrocinada pelo governo João Figueiredo. Afastou-se do mandato durante o primeiro governo Marcelo Miranda para assumir sucessivamente a Secretaria de Justiça e a chefia da Casa Civil. Com a incorporação dos pepistas ao PMDB foi reeleito deputado estadual pelo novo partido em 1982 e 1986. Secretário de Fazenda no segundo governo Marcelo Miranda desligou-se do governo e da Assembleia Legislativa de Mato Grosso do Sul ao ser escolhido conselheiro do Tribunal de Contas do Estado em 1988 onde permaneceu cinco anos.
Após um período de retiro político filiou-se ao PDT chegando à presidência do diretório estadual. Derrotado nas eleições para prefeito de Coxim no ano 2000 e para senador em 2006 encerrou a carreira política.